# Paulo Londra: BZRP Music Sessions, Vol. 23
«Paulo Londra: BZRP Music Sessions, Vol. 23» es una canción del productor argentino Bizarrap y el rapero y cantante argentino Paulo Londra, perteneciente a las BZRP Music Sessions del productor argentino. Fue lanzada el 25 de abril de 2022 a través de Dale Play Records.

## Antecedentes y lanzamiento
El 23 de noviembre de 2019, Paulo se contactó con Bizarrap preguntándole si quería realizar una BZRP Music Sessions, a lo que Londra le pidió exclusivamente la número 23. Esta colaboración comenzó a especularse en marzo del 2020, cuando Bizarrap publicó el video #Session24 en su canal de YouTube con el cantante de trap Daniel Ribba, por lo que se especuló que Paulo Londra sea el intérprete seleccionado para esa sesión.
En septiembre de 2021, el cantante puertorriqueño Myke Towers reveló accidentalmente que la sesión número 23 era definitivamente de Londra, luego de que Towers le solicitara a Bizarrap esa sesión, pero este último le comentó que ya estaba reservada para Londra. En diciembre de ese año, Bizarrap lanzó la sesión número 48 junto a Tiago PZK, quien en una parte de la letra hace referencia a la sesión de Londra susurrando la frase «lo nuestro es un secreto Biza Session 23», lo cual llevó a reactivar nuevamente la pronta salida del tema.
La canción estaba destinada a salir en 2020, pero Londra no pudo continuar lanzando canciones a razón de un conflicto legal entre él y los productores musicales Kristo y Ovy on the Drums, y la disquera Big Ligas, por lo que no pudo ser publicada hasta que se solucionaran los conflictos entre la disquera y el cantante. Por ello, durante ese tiempo, la canción fue considerada como la «sesión perdida» de Bizarrap y Londra.
El 23 de abril de 2022, Bizarrap publicó un comunicado en Twitter, donde anunció oficialmente que la próxima sesión en ser lanzada sería la número 23, pero sin anunciar el artista. Sin embargo, el formato del comunicado era una referencia a la carta publicada por el basquetbolista estadounidense Michael Jordan en 1995 para revelar su regreso a la NBA, lo cual desató que los fanáticos especularan que se trataba de la sesión de Londra por su afición al baloncesto, la utilización constante del número 23 en su trabajo musical y su reciente regreso musical. Al día siguiente, Bizarrap realizó una transmisión en vivo por Instagram avisando que iba realizar una publicación y minutos después el productor confirmó que la sesión era la de Londra, solicitando una petición de 23 millones de comentarios en un posteo en dicha red social para lanzar la sesión, lo que la convirtió en la foto más comentada del sitio.

## Composición y letra
Londra comenzó a trabajar en la composición de la canción con Bizarrap y Santiago Alvarado a mediados del 2020. La pista musical complementa los sonidos de la música electrónica, el trap y reguetón. En los primeros segundos, la sesión tiene una interpolación instrumental de la canción «Gonna Fly Now», el tema musical característico de la película Rocky (1976), utilizado para representar el regreso musical de Londra después de su litigio legal con Big Ligas.
La letra contiene muchas referencias sobre su silencio musical durante dos años, su vida personal tratada en los medios, sus logros y su regreso. En principio, relata el momento en que se sintió solo y decepcionado por las personas que desaparecieron en su peor momento cuando se produjo su conflicto con Big Ligas. Luego, manifiesta una reflexión con respecto al dolor que experimentó en ese tiempo y después ofrece un mensaje de reivindicación, mencionando que siempre estuvo bien posicionado en las listas de éxitos musicales a pesar de su pausa. Por otra parte, Londra señala una crítica a los medios televisivos de comunicación que se encargaron de exponer su vida privada con su expareja y su responsabilidad como padre. Finalmente, remarca que su carrera fue hecha a base de talento y abrió el camino para muchos otros a pesar de las críticas.

## Desempeño comercial
Luego de su lanzamiento, la sesión se ubicó en el primer puesto del Top 50 Argentina y se posicionó como la segunda canción más reproducida a nivel global en Spotify. Tras su estreno en YouTube, el video logró acumular en su primer día más de doce millones de visualizaciones. A causa de este rendimiento en las plataformas, el sencillo debutó en el puesto 21 en el Billboard Global 200 y logró ingresar entre las diez primeras posiciones en las listas de éxitos musicales de Bolivia, Chile, Ecuador y Perú.
En la semana del 30 de abril de 2022, el sencillo debutó en la cima del Argentina Hot 100, marcando el cuarto número 1 tanto de Londra, como de Bizarrap en el conteo. Con este debut, la canción reemplazó a «Plan A» en la primera posición, que descendió al puesto 2, convirtiendo a Londra en el segundo artista en suplantarse a sí mismo en la lista después de Lit Killah. En España, la sesión también debutó en el primer puesto en el Top 100 Canciones, resultando ser el segundo sencillo número 1 de Bizarrap y el tercero de Londra.

## Posicionamiento en las listas
| Listas (2022)                      | Mejor posición |
| ---------------------------------- | -------------- |
| Argentina Hot 100 (Billboard)      | 1              |
| Bolivia (Billboard)                | 3              |
| Chile (Billboard)                  | 10             |
| Colombia (Billboard)               | 15             |
| Colombia Streaming (Promúsica)     | 20             |
| Costa Rica Streaming (FONOTICA)    | 3              |
| Costa Rica Urbano (Monitor Latino) | 16             |
| Ecuador (Billboard)                | 6              |
| España (Billboard)                 | 1              |
| España (PROMUSICAE)                | 1              |
| Global 200 (Billboard)             | 21             |
| Global Excl. US (Billboard)        | 12             |
| México (Billboard)                 | 12             |
| Panamá (PRODUCE)                   | 34             |
| Paraguay (Monitor Latino)          | 12             |
| Paraguay Streaming (SGP)           | 4              |
| Perú (Billboard)                   | 8              |

| Listas (2022)  | Mejor posición |
| -------------- | -------------- |
| Paraguay (SGP) | 80             |
| Uruguay (CUD)  | 1              |

| Listas (2022)             | Mejor posición |
| ------------------------- | -------------- |
| España (PROMUSICAE)       | 77             |
| Paraguay (Monitor Latino) | 93             |

## Certificaciones
| País   | Organismo certificador | Certificación | Ventas certificadas | Simbolización | Ref.   |
| ------ | ---------------------- | ------------- | ------------------- | ------------- | ------ |
| Chile  | PROFOVI                | Oro           | 10 395 779          | ●             | [ 42 ] |
| España | PROMUSICAE             | 2× Platino    | 120 000             | ▲             | [ 43 ] |
| México | AMPROFON               | Oro           | 70 000              | ●             | [ 44 ] |

## Créditos y personal
Créditos adaptados de Genius.

### Producción
- Paulo Londra: voz y composición.
- Bizarrap: producción.

### Técnico
- Bizarrap: ingeniería de grabación.
- Evlay: ingeniería de mezcla.
- Javier Fracchia: ingeniería de masterización.
- EQ el Equalizer: ingeniería de grabación.
- Nicolás Patiño: asistente de ingeniería.

## Historial de lanzamientos
| Región | Fecha               | Formato(s)                 | Discográfica      | Ref.   |
| ------ | ------------------- | -------------------------- | ----------------- | ------ |
| Varios | 25 de abril de 2022 | Descarga digital streaming | Dale Play Records | [ 46 ] |